# 5-溴咪唑
4-溴咪唑或5-溴咪唑是一种有机溴化合物，化学式为C3H3BrN2。它可由咪唑和N-溴代丁二酰亚胺于乙腈中光照反应制得，亚硫酸钠在水中还原2,4,5-三溴咪唑也能得到该化合物。它和钴、镍、铜的二卤化物反应，可以得到相应的配合物。